# La Farlède
La Farlède is een gemeente in het Franse departement Var (regio Provence-Alpes-Côte d'Azur) en telt 6898 inwoners (2004). De plaats maakt deel uit van het arrondissement Toulon.

## Geografie
De oppervlakte van La Farlède bedraagt 8,3 km², de bevolkingsdichtheid is 831,1 inwoners per km².
De onderstaande kaart toont de ligging van La Farlède met de belangrijkste infrastructuur en aangrenzende gemeenten.

## Demografie
Onderstaande figuur toont het verloop van het inwonertal (bron: INSEE-tellingen).